# Zamysłowyczi
Zamysłowyczi (ukr. Замисловичі) – wieś na Ukrainie, w obwodzie żytomierskim, w rejonie olewskim. W 2001 roku liczyła 946 mieszkańców.